# Spijkerlinde van Coftice

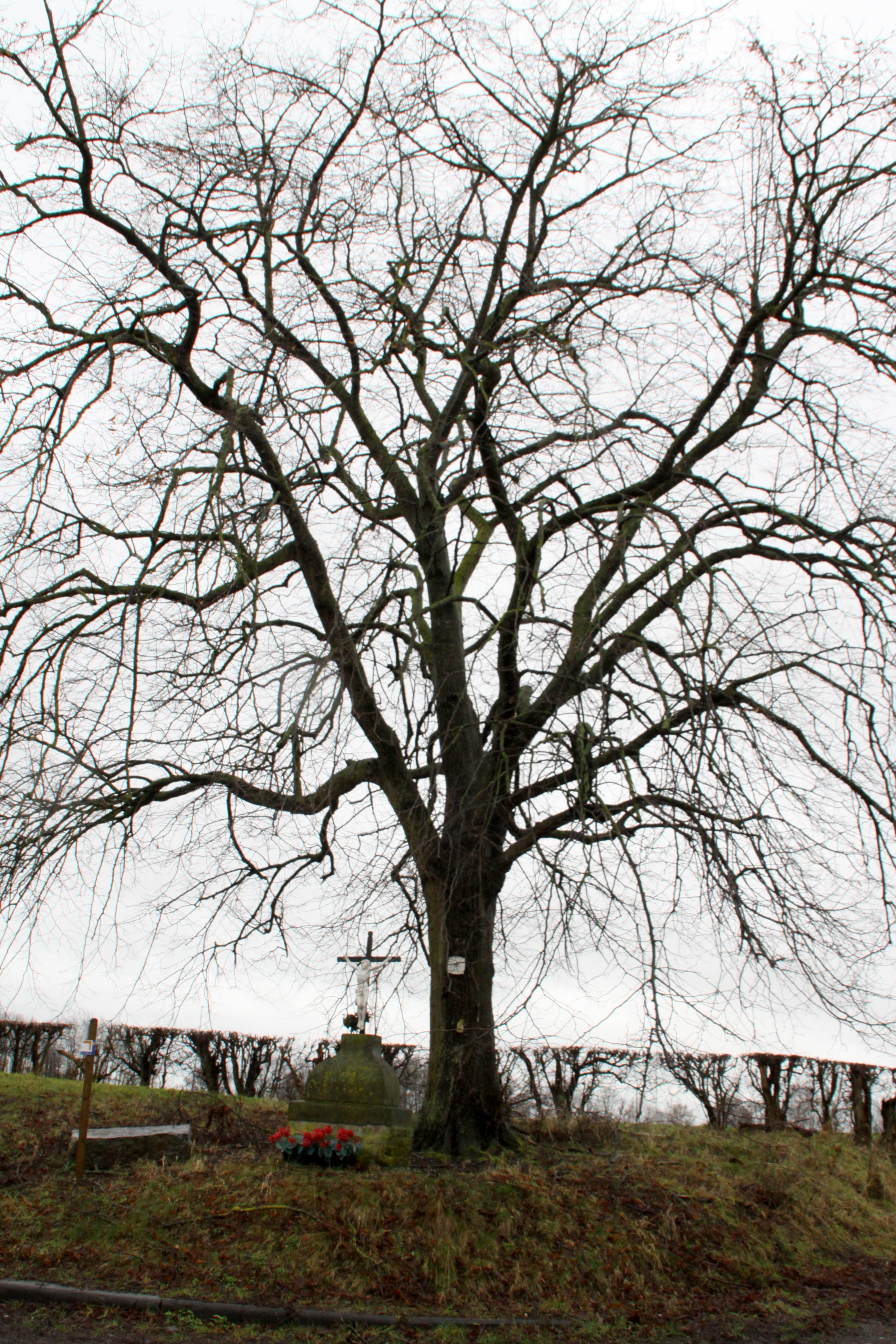
De spijkerlinde met ervoor een wegkruis.

De Spijkerlinde van Coftice (Frans: Tilleul Clouté du Coftice) is een lindeboom in de Belgische gemeente Herve. De linde is een spijkerboom en lapjesboom, waaraan in het volksgeloof geneeskrachtige krachten worden toegekend.
In de lindeboom worden spijkers geslagen, al dan niet met een lapje stof, zodat de boom de pijn van mensen zou overnemen. In de stam van de boom zijn nog lapjes en spijkers te zien die er door de jaren ingeslagen zijn. In 1566 stond op deze plek al een spijkerboom. Door de vele spijkers werd deze in 1941 getroffen door bliksem. Hierdoor sneuvelde de boom, die een diameter van zes meter had. In 1948 werd er een nieuwe linde geplant, waarmee het gebruik als spijkerboom werd voortgezet. Aan de boom hangen ook enkele devotiebeeldjes. Naast de boom staat een wegkruis op een stenen sokkel.
De Spijkerlinde staat op een talud aan een driesprong in het lieu-dit Coftice, tussen de doorgaande weg N3 van Luik naar Aken en de autosnelweg E40, ten noorden van het dorp José, op een heuvelrug in het Land van Herve. De omgeving is een industrieterrein tussen Herve en Soumagne.

## Spijkerbomen in de omgeving
In de omgeving staan nog enkele andere spijkerbomen. Zes kilometer naar het zuidwesten staat de Spijkerlinde van Olne in het dorpje Saint-Hadelin. Zo'n vijftien kilometer ten zuidoosten van Coftice staat de Clawé Fawe, een spijkerboom in het bos bij Jalhay. Ook in de stad Herve stond vroeger een spijkerboom, bij de Six Fontaines (zes bronnen).

## Afbeeldingen

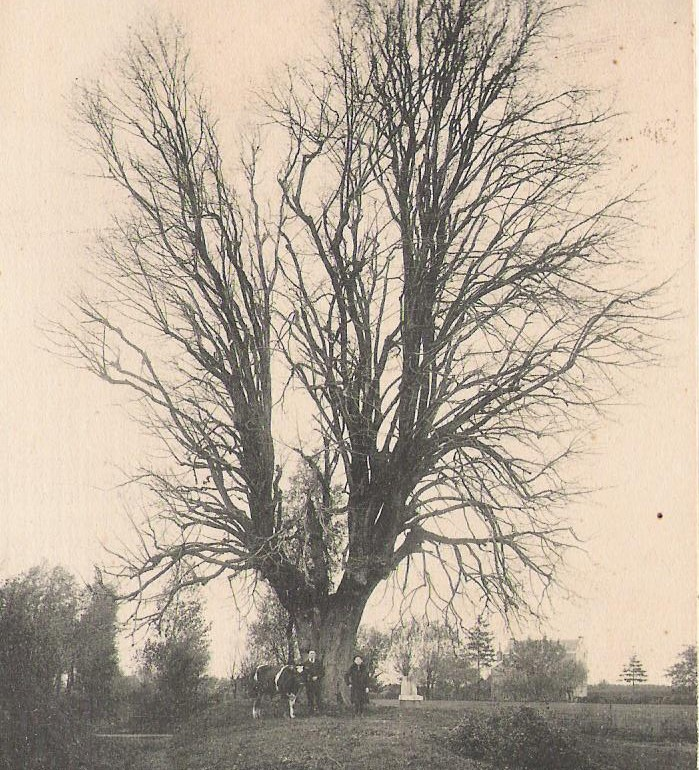
De vorige spijkerlinde in 1907
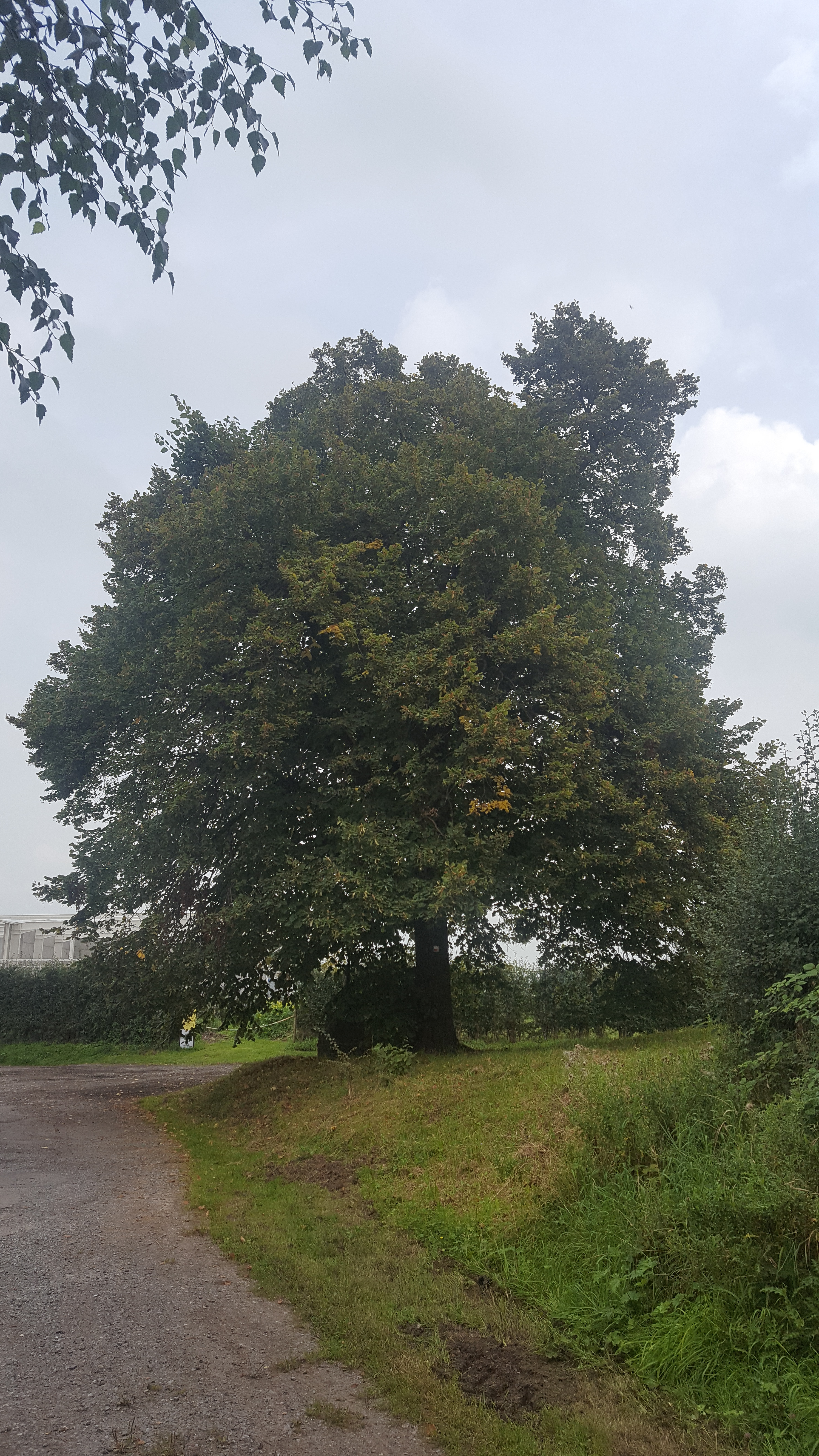
De huidige boom in de zomer..
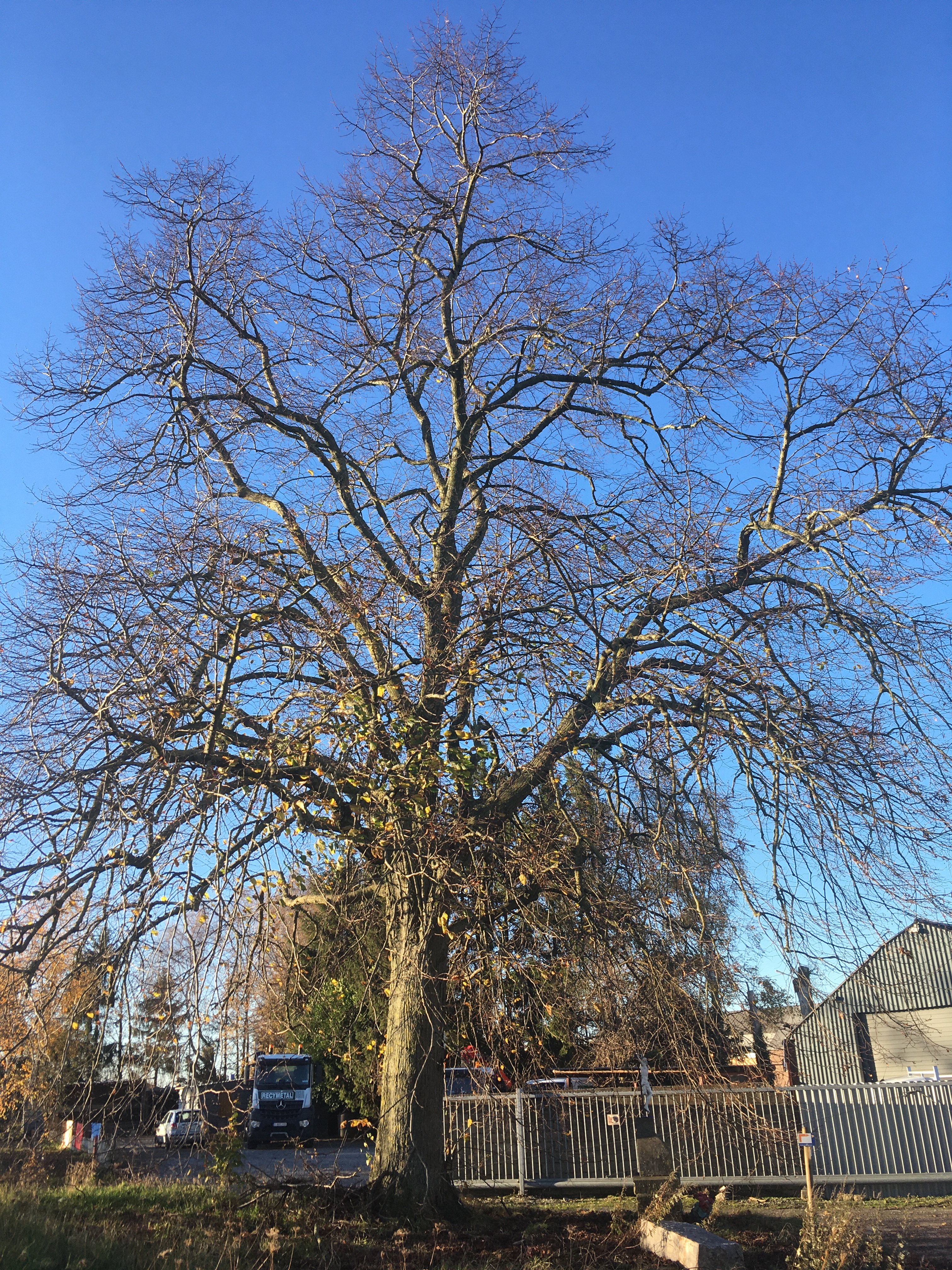
..en in de winter
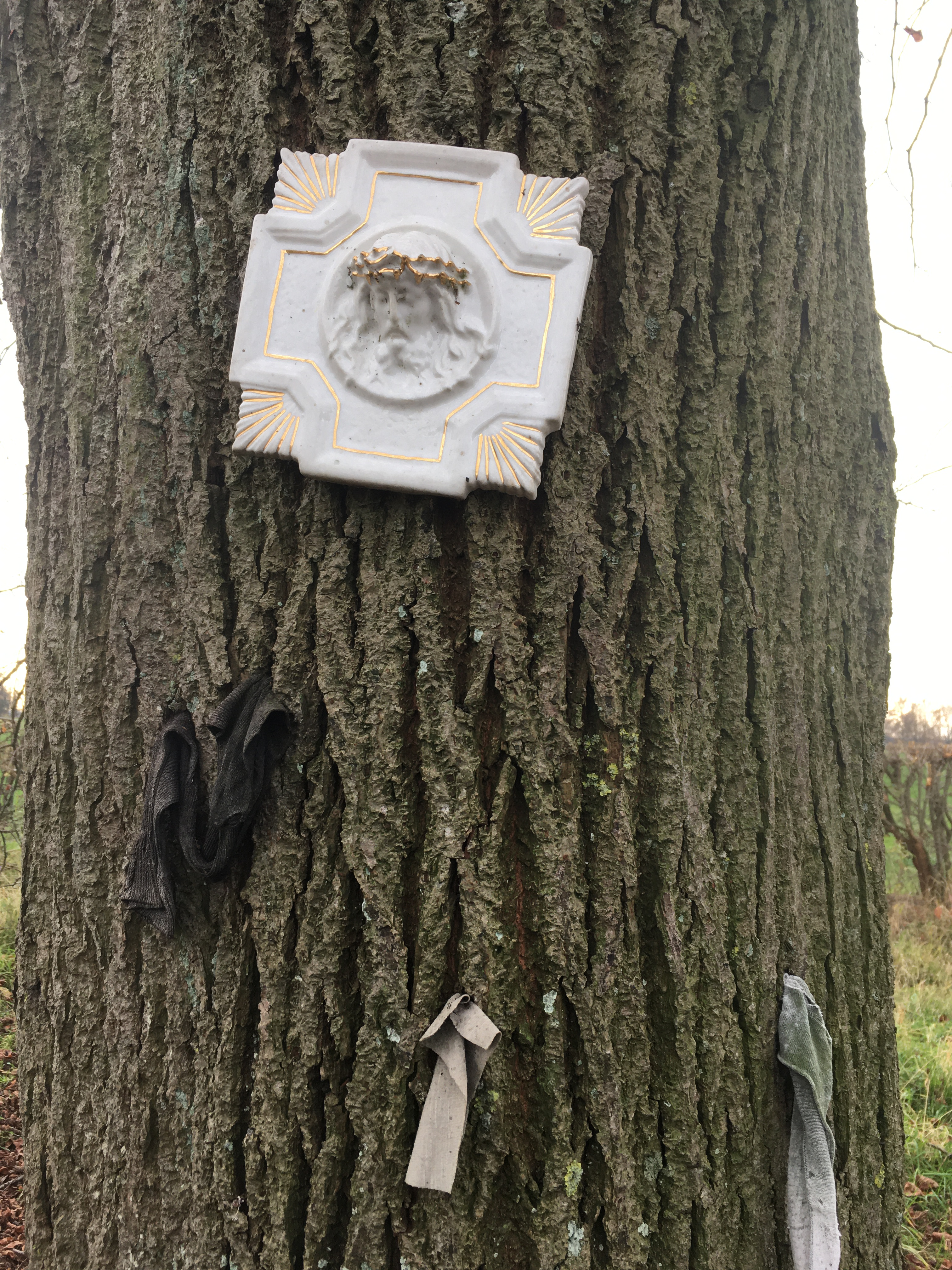
Verschillende lapjes in de boom
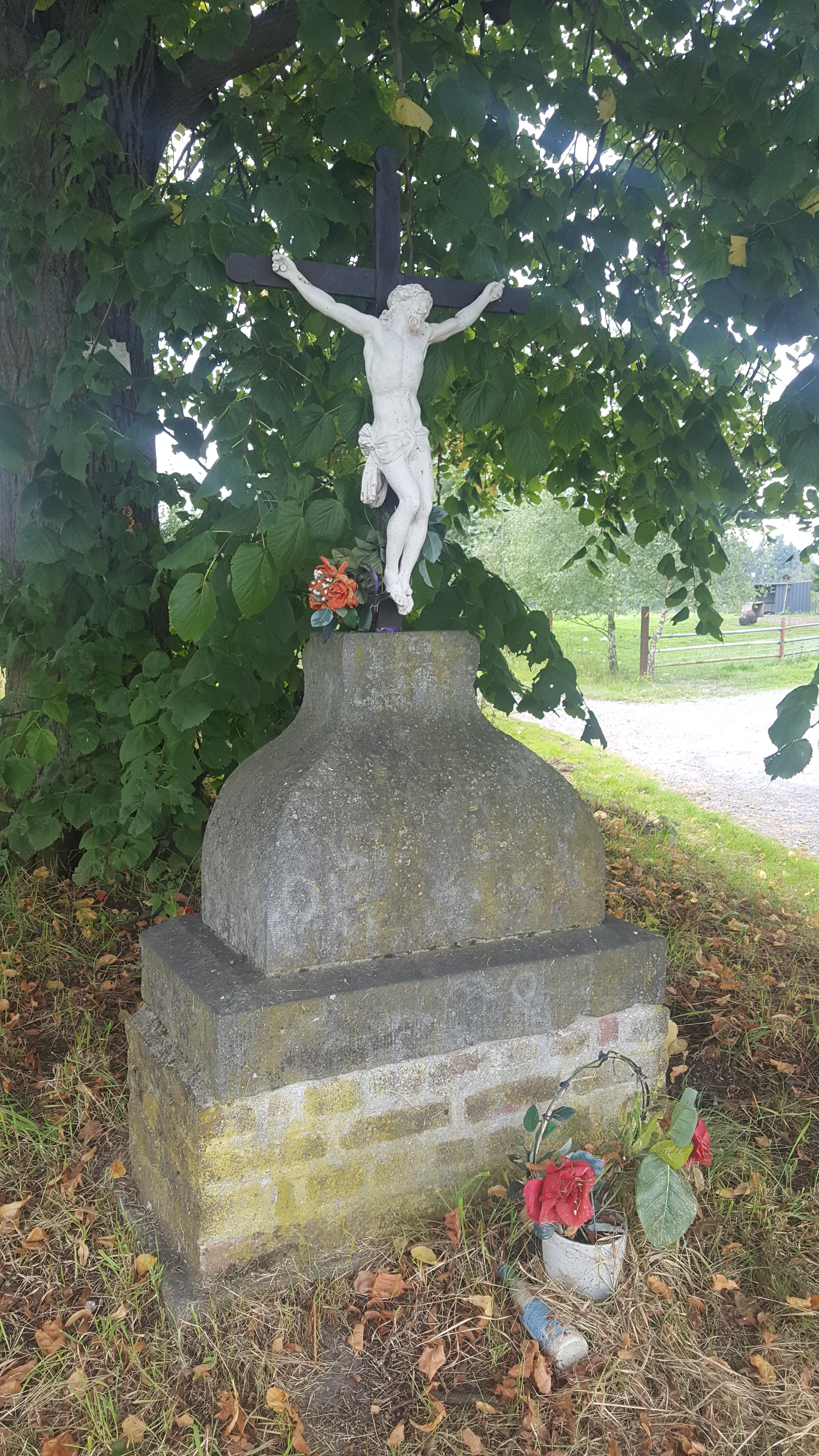
Wegkruis naast de boom